# 竹野康治郎
竹野 康治郎（たけの こうじろう、1984年11月30日 - ）は、朝日放送テレビ (ABC) の社員で、元アナウンサーおよびディレクター。

## 来歴
埼玉県入間市出身。法政大学第一高等学校（現在の法政大学高等学校）、法政大学文学部史学科卒業。
小学4年生のときにリトルリーグに入団し、高校時代から投手を務めていた。大学時代には法政大学野球部に所属。プロ野球選手の大引啓次は、法政大学野球部の同期生である。また、大学時代には法政大学自主マスコミ講座を受講していた（18期生）。大学卒業時の学位授与式では、自主マスコミ講座の同期生である名越涼子とともに司会を務めた。
大学卒業後の2007年4月に、アナウンサーとして、堀友理子とともに朝日放送（当時）へ入社。スポーツ番組を主に担当した。
2009年4月にスポーツ部へ異動してからは、スポーツ番組のディレクターとして活動。異動後にも不定期でABCラジオ（現在の朝日放送ラジオ）のサッカー番組『F.C.オフサイドトーク』などに取材報告で出演することがあった。
2013年4月からは、朝日放送（現在の朝日放送テレビ）東京支社のテレビ営業部に在籍。2018年4月の朝日放送グループ再編に伴って、新会社の1つである朝日放送テレビへ転籍した。
2018年6月から、朝日新聞社との相互人事交流の一環で、同社総合プロデュース室のデジタル推進チームへ2年間出向。出向期間の満了後は、朝日放送テレビ営業局の東京営業部で、生活情報関連サイト「Onnela」（オンネラ）向けのセールスなどを担当している。

## 人物
身長180cm。血液型B型。双子の兄がいる。

## 担当番組

### 朝日放送アナウンサー時代
- 高校野球SUNSUNリポート（ABCテレビ・ABCラジオ、2007年・2008年）
- ムーブ! （ABCテレビ）
- 全力投球!!妹尾和夫です（ABCラジオ、2008年3月31日 - 2009年3月30日）
- ABC朝日ニュース（ABCラジオ）
- ボーダーズチェイン（スカイ・A sports+）[8]

### 朝日放送スポーツ部ディレクター時代
- F.C.オフサイドトーク（ABCラジオ） - 「ディレクターズリポート」のコーナーに不定期出演。
- Jリーグ中継（スカパー!） - ABCが制作に協力しているガンバ大阪ホームゲーム中継のディレクターを務めていた。